# Ferdinand von Trauttmansdorff
Hrabia (graf) Franz Ferdinand von und zu Trauttmansdorff-Weinsberg (ur. 12 stycznia 1749 w Wiedniu, zm. 27 sierpnia 1827 tamże) – austriacki dyplomata i polityk.
W latach 1787–1789 był ministrem austriackim w Austriackich Niderlandach.
W latach 1800–1801 był kanclerzem (Staatskanzler) i ministrem spraw zagranicznych Austrii.
18 maja 1772 roku poślubił w Wiedniu hrabinę Karoline von Colloredo-Mannsfeld (1752–1832). Mieli pięcioro dzieci:
- Maria Anna Gabriele (1774–1848),
- Marie Gabriele (1776–1853); w roku 1799 jej mężem został hr. Franz Anton Desfours-Walderode (zm. 1831),
- Franz Norbert (1777–1779)
- Marie Elisabeth Franziska de Paula Vincentia Ferreria (1778–?),
- Johann Nepomuk Joseph Norbert, hrabia von und zu Trauttmansdorff-Weinsberg (1780–1834); w 1801 roku poślubił landgrafinię Elisabeth zu Fürstenberg (1784–1865).